# Либин, З.
З. Либин — псевдоним, настоящее имя Израиль Гурвич (1872, Горки Могилевской губернии — 1955, Нью-Йорк), — еврейский писатель и драматург, родом из Российской империи. Писал на идише.

## Биография
Израиль Гурвич родился в местечке Горки Могилевской губернии в семье меламеда Зусмана Гурвича и Доры Герман. Учился в местном хедере. С 1885 работал в аптеке.
В 1891 эмигрировал в Лондон, где работал шляпочником. Через шесть месяцев уехал в США, где продолжил работать шляпочником, затем продавцом газет.
Первые рассказы написал на русском языке. После приезда в США стал писать на идише, печатался в еврейских изданиях Нью-Йорка. В 1900 дебютировал как драматург пьесой «Ди фар-шпетикте хупе» («Запоздалая хупа»). Последнюю пьесу «Ун геконт зайн гликлех» («И мог быть счастливым») написал в 1931. Из прозаических сочинений были изданы «Геклибене скицн» («Избр. очерки»), 1902, «Геклибене шрифтн» («Избр. произв.»), 1910.

### Пьесы
- «Ди фар-шпетикте хупе» («Запоздалая хупа»), 1900;
- «Геброхене герцер» («Разбитые сердца»), 1903;
- «Ди вилде» («Дикие»), 1905;
- «Ди фремде» («Чужие»), 1906;
- «Дер троймер» («Мечтатель»),1906;